# Barry Sonnenfeld
Pour les articles homonymes, voir Sonnenfeld.
Barry Sonnenfeld est un réalisateur, producteur et directeur de la photographie américain, né le 1er avril 1953 à New York.
Il signe notamment la mise en scène de la trilogie cinématographique à succès Men in Black. Il est aussi connu pour avoir réalisé les films La Famille Addams, Les Valeurs de la famille Addams et Get Shorty, et pour avoir été le showrunner de la série Les Désastreuses Aventures des orphelins Baudelaire diffusée sur la plateforme Netflix.

## Carrière

### Débuts (années 1980)
Ayant filmé quelques films pornographiques pour ses premiers boulots, Barry Sonnenfeld débute dans le cinéma en tant que directeur de la photographie sur le tournage du documentaire In Our Water, nommé aux Oscars 1983, avant de devenir le chef opérateur attitré des frères Coen sur leurs trois premiers films. Il officie en parallèle sur quelques comédies, et surtout deux succès du cinéaste Rob Reiner, Quand Harry rencontre Sally et Misery, puis décide de passer à la mise en scène.

### Réalisateur à succès (années 1990)
Il est révélé comme réalisateur en 1991 avec le succès de l'adaptation cinématographique de la série télévisée éponyme, La Famille Addams, qui le lance à Hollywood. Il enchaîne en 1993 avec la suite Les Valeurs de la famille Addams, qui parvient à dépasser son prédécesseur en termes d'accueil critique, qui salue son humour plus noir. Cependant, le box-office international compense des recettes nationales un peu plus basses.
Il enchaîne rapidement avec la comédie romantique Le Concierge du Bradbury, portée par la star Michael J. Fox, et sur laquelle il officie aussi en tant que producteur. Mais c'est cette fois le flop. Il revient donc en 1995  vers un humour plus noir et un récit plus ambitieux avec le polar Get Shorty, Stars et Truands. Cette fois, le succès critique est énorme, et le box-office satisfaisant.
Steven Spielberg lui fait alors confiance pour réaliser le blockbuster Men in Black, porté alors par la jeune star Will Smith. Adaptation d'une série de comics du même nom, centrée sur une agence gouvernementale top-secrète veillant à la coexistence pacifique entre humains et extra-terrestres sur la planète Terre, cette comédie de science-fiction est portée par le tandem Smith/Jones, et connait un succès critique et commercial mondial durant l'été 1997. L'univers légèrement gothique du film, et ses codes esthétiques entrent dans la pop-culture, et Will Smith s'impose comme une méga-star du cinéma, mais aussi de la musique, grâce au tube qu'il interprète.
Après avoir produit un autre succès critique, le polar Hors d'atteinte, première tentative commerciale du cinéaste indépendant Steven Soderbergh, avec George Clooney et Jennifer Lopez, il enchaîne avec un nouveau projet, très attendu, Wild Wild West. Will Smith décline le premier rôle de Matrix pour retrouver Sonnenfeld et tenter de reproduire leur hit précédent. Cette fois c'est avec Kevin Kline que Smith forme un tandem d'enquêteurs classieux et malins, plongé dans un univers délirant très librement adapté d'une série télévisée des années 1970.
Cette fois, c'est le flop critique mais le film rembourse son budget. Seul le tube de la bande originale, signé Will Smith, parvient à s'imposer comme un succès. Le tandem décide donc d'enchaîner avec un projet plus sûr, Men in Black 2.

### Échecs et passage à la production (années 2000)

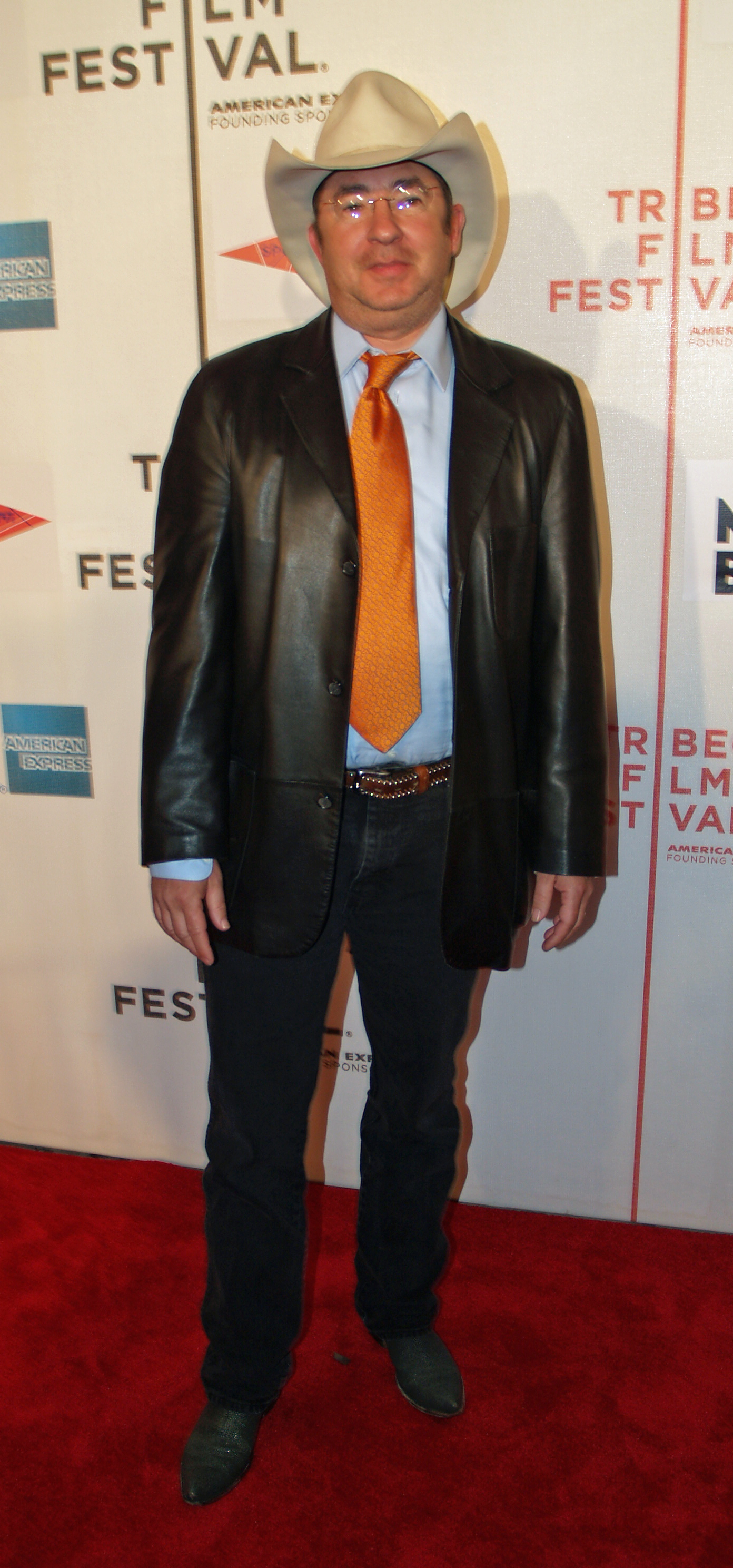
Le réalisateur au Festival du Film de TribeCa, en avril 2007

Plus axée comédie, cette suite sortie en 2002 ne convainc pas la critique, mais confirme la popularité de la franchise en connaissant un joli succès en salles, même si inférieur au premier.
La même année, Sonnenfeld essaye de revenir vers un cinéma plus adulte avec la comédie Big trouble, plus proche du ton de son Get Shorty. Mais cette fois, le film divise la critique et floppe au box-office.
Le réalisateur se fait alors rare, alors que Smith se fait désormais diriger par des cinéastes dans des projets plus sérieux.
Il ne revient qu'en 2006 avec la comédie potache Camping Car, avec Robin Williams. Le film est un flop critique mais confirme la popularité de sa star sur le marché américain. Il peut cependant compter sur la télévision pour connaître un ponctuel regain critique : l'épisode pilote de la série Pushing Daisies, qu'il produit et réalise, est salué par la critique, et lui vaut un Emmy Award en 2007. Il tourne alors de nombreux épisodes pilotes qui n'aboutiront cependant pas.
Toujours en 2007, il est l'un des producteurs de la comédie romantique Il était une fois..., dont la réalisation a été confiée à Kevin Lima. Cette relecture du monde des contes de fées supervisée par les studios Disney révèle la comédienne Amy Adams au grand public et connait un succès commercial surprise à travers le monde.

### Retour au premier plan (années 2010)
Il faut attendre 2012 pour le voir revenir au cinéma. Il parvient en effet à obtenir le poste de réalisateur de Men in Black 3, malgré sa longue période d'inactivité à la tête de telles productions. Le blockbuster, qui est aussi son 10e long-métrage parvient à conclure la trilogie lancée 14 ans plus tôt, avec le meilleur box-office de la franchise, surtout dans le monde, et des critiques supérieures à celles du second opus.
En 2016, c'est le studio français Europacorp qui lui confie la réalisation de la comédie familiale Ma vie de chat (Nine Lives), avec  Kevin Spacey dans le rôle d'un homme d'affaires puissant prisonnier dans le corps d'un chat. Le film est descendu par la critique.
Entre-temps, le metteur en scène s'est déjà tourné vers la télévision : il postule auprès de la plateforme Netflix pour être le producteur et le principal réalisateur de la série A Series of Unfortunate Events, dont il avait déjà produit l'adaptation cinématographique avec succès. Il est retenu, et co-développe la série, qui lui permet de renouer avec la veine fantastico-gothique de ses premiers grands succès. Le programme est lancé en janvier 2017.

## Filmographie
Sauf indication contraire, les informations mentionnées dans cette section peuvent être confirmées par la base de données cinématographiques IMDb,  présente dans la section « Liens externes ».

### Réalisateur

#### Cinéma
- 1991 : La Famille Addams (The Addams family)
- 1993 : Les Valeurs de la famille Addams (Addams Family values)
- 1993 : Le Concierge du Bradbury (For Love or Money)
- 1995 : Get Shorty
- 1997 : Men in Black
- 1999 : Wild Wild West
- 2002 : Big trouble
- 2002 : Men in Black 2 (Men in Black II)
- 2006 : Camping Car (RV)
- 2012 : Men in Black 3
- 2013 : Beverly Hills Cop (en) (téléfilm sorti en ligne en 2022)
- 2016 : Ma vie de chat (Nine Lives)

#### Télévision
- 1998 : Maximum Bob , épisode pilote de la série
- 2007 : Pushing Daisies, épisode pilote de la série
- 2017-2019 : Les Désastreuses Aventures des orphelins Baudelaire (Lemony Snicket's A Series of Unfortunate Events) - 10 épisodes sur 25
- 2021 : Schmigadoon! - 6 épisodes

### Producteur
- 1999 : Wild Wild West de lui-même
- 2001 : Big trouble de lui-même
- 2003 : Ladykillers (The Ladykillers) de Joel et Ethan Coen
- 2007 : Il était une fois... (Enchanted) de Kevin Lima
- 2022 : Il était une fois 2 (Disenchanted) d'Adam Shankman

### Producteur délégué
- 1998 : Maximum Bob (série télévisée)
- 1998 : Hors d'atteinte de Steven Soderbergh
- 2000 : The Crew de Michael Dinner
- 2003 : Les Désastreuses aventures des orphelins Baudelaire (Lemony Snicket's A Series of Unfortunate Events)
- 2017-2019 : Les Désastreuses Aventures des orphelins Baudelaire (Lemony Snicket's A Series of Unfortunate Events) (série télévisée)
- 2021 : Schmigadoon! - 6 épisodes

### Directeur de la photographie
- 1984 : Sang pour sang (Blood Simple) des frères Coen
- 1986 : Arizona Junior (Raising Arizona) des frères Coen
- 1987 : Balance maman hors du train (Throw Momma from the train) de Danny DeVito
- 1988 : Big de Penny Marshall
- 1989 : Quand Harry rencontre Sally (When Harry met Sally) de Rob Reiner
- 1990 : Misery de Rob Reiner
- 1990 : Miller's Crossing des frères Coen

### Acteur
Barry Sonnenfeld a fait des apparitions dans quelques productions :
- 1991 : La Famille Addams (The Addams Family) : le passager dans le train électrique
- 1993 : Les Valeurs de la famille Addams (Addams Family values) : M. Glicker
- 2002 : Men in Black 2 (Men in Black II) : le père à la mémoire effacée
- 2018 : Les Désastreuses Aventures des orphelins Baudelaire (Lemony Snicket's A Series of Unfortunate Events) (série télévisée) : Ike Siffloti

### Autres
- 2000 : Secret Agent Man (série télévisée) - créateur
- 2017-2019 : Les Désastreuses Aventures des orphelins Baudelaire (Lemony Snicket's A Series of Unfortunate Events) (série télévisée) - show runner

## Distinctions
Sauf indication contraire, les informations mentionnées dans cette section peuvent être confirmées par la base de données cinématographiques IMDb,  présente dans la section « Liens externes ».

### Récompenses
- Prix du film Mainichi 1998 : meilleur film étranger pour Men in Black
- Primetime Emmy Awards 2007 : meilleure réalisation d'une série comique pour l'épisode pilote de Pushing Daisies

### Nominations
- Film Independent's Spirit Awards 1986 : meilleure direction de la photographie pour Sang pour sang
- Prix Hugo 1992 : meilleure présentation dramatique pour La Famille Addams
- Prix Hugo 1994 : meilleure présentation dramatique pour Les Valeurs de la famille Addams
- Prix Hugo 1998 : meilleure présentation dramatique pour Men in Black

### Sélections
- Festival international du film fantastique d'Avoriaz 1992 : en compétition pour le Grand Prix pour La Famille Addams
- Berlinale 1996 : en compétition pour l'Ours d'or pour Get Shorty